# Xabona
Shabona és un llogaret del Sudan, a la riba del Nil Blanc, on s'ha trobat la tomba mesolítica més antiga de Núbia, de l'anomenat mesolític de Khartum (8000-5000 aC) amb dos esquelets. Altres restes s'han trobat a Saqqai i Kahartum.